# Tlaxcala
Tlaxcala là một trong 31 bang, cùng với Quận liên bang, là 32 thực thể Liên bang của México. Bang này được chia thành 60 hạt và thủ phủ là thành phố Tlaxcala.
Tlaxcala nằm ở Đông-Trung Mexico, trong khu vực Altiplano, với phần phía đông bị chi phối bởi dãy núi Sierra Madre Oriental. Bang này được bao quanh bởi các bang Puebla về phía bắc, phía đông và phía nam, México về phía tây và Hidalgo về phía tây bắc. Đây là bang nhỏ nhất của nước cộng hòa Mexico, chỉ chiếm 0,2% lãnh thổ đất nước.